# Sarmiento (Chubut)
Sarmiento ist die Hauptstadt des Departamento Sarmiento in der Provinz Chubut im südlichen Argentinien. In der Klassifikation der Gemeinden in der Provinz Chubut ist Sarmiento als Gemeinde (Municipio) der 1. Kategorie eingestuft. Sarmiento liegt 140 km westlich von Comodoro Rivadavia.

## Geschichte
Sarmiento wurde am 21. Juni 1897 durch den Ingenieur Francisco Pietrobelli gegründet. Der Ort wurde zu Beginn durch walisische Immigranten besiedelt. Anfang 1900 kamen weitere Siedler aus Litauen. Nach der Niederlage im zweiten Burenkrieg erreichten 120 Buren die neue Siedlung. Ihre Nachkommen machen noch heute einen großen Teil der Bevölkerung aus. Sie sprechen zum Teil noch Afrikaans und besuchen bis heute die Dutch Reformed Church.

## Wirtschaft
Die Lage in einem Tal zwischen dem Lago Musters und dem Lago Colhué Huapi ermöglicht den Anbau von Früchten wie Kirschen und Himbeeren.

## Sehenswürdigkeiten
Die beiden wichtigsten Sehenswürdigkeiten sind der Versteinerte Wald und Höhlen mit Malereien der Ureinwohner.

## Weblink
- IFAM-Bevölkerungsdaten